# Elixjohnia
Elixjohnia is een geslacht van korstmossen behorend tot de familie Teloschistaceae. De typesoort is Elixjohnia jackelixii.

## Soorten
Volgens Index Fungorum telt het geslacht vier soorten (peildatum oktober 2021):
| Soortnaam              | Auteur(s)                                             | Publicatiejaar |
| ---------------------- | ----------------------------------------------------- | -------------- |
| Elixjohnia bermaguiana | (S.Y. Kondr. & Kärnefelt) S.Y. Kondr. & Hur           | 2017           |
| Elixjohnia gallowayi   | (S.Y. Kondr., Kärnefelt & Filson) S.Y. Kondr. & Hur   | 2017           |
| Elixjohnia jackelixii  | (S.Y. Kondr., Kärnefelt & A. Thell) S.Y. Kondr. & Hur | 2017           |
| Elixjohnia ovis-atra   | (Søchting, Søgaard & Sancho) S.Y. Kondr.              | 2018           |